# San Marino Calcio 2010-2011
Questa pagina raccoglie le informazioni riguardanti il San Marino Calcio nelle competizioni ufficiali della stagione 2010-2011.

## Rosa
| N. |                   | Ruolo | Calciatore          |
| -- | ----------------- | ----- | ------------------- |
|    | Italia (bandiera) | C     | Francesco Amantini  |
|    | Italia (bandiera) | D     | Davide Bicchiarelli |
|    | Italia (bandiera) | A     | Alessandro Cesca    |
|    | Italia (bandiera) | C     | Domenico Del Grande |
|    | Italia (bandiera) | C     | Salvatore Del Sole  |
|    | Italia (bandiera) | D     | Manuel De Santis    |
|    | Italia (bandiera) | C     | Fabio Di Benedetto  |
|    | Italia (bandiera) | D     | Alessandro Fogacci  |
|    | Italia (bandiera) | A     | Guerrino Gasparello |
|    | Italia (bandiera) | C     | Mauro Gori          |
|    | Italia (bandiera) | A     | Giacomo Lepri       |
|    | Italia (bandiera) | D     | Alessandro Ligi     |
|    | Italia (bandiera) | C     | Simone Loiodice     |

| N. |                   | Ruolo | Calciatore         |
| -- | ----------------- | ----- | ------------------ |
|    | Italia (bandiera) | C     | Jacopo Muraro      |
|    | Italia (bandiera) | D     | Carlo Pelagatti    |
|    | Italia (bandiera) | C     | Luca Pigini        |
|    | Italia (bandiera) | C     | Davide Poletti     |
|    | Italia (bandiera) | D     | Alessandro Ruggeri |
|    | Italia (bandiera) | A     | Jacopo Sciamanna   |
|    | Italia (bandiera) | D     | Samuele Sorbera    |
|    | Italia (bandiera) | C     | Bernardo Torres    |
|    | Italia (bandiera) | C     | Enrico Verachi     |
|    | Italia (bandiera) | A     | Marco Villanova    |
|    | Italia (bandiera) | A     | Matteo Vitaioli    |
|    | Italia (bandiera) | P     | Gianluca Vivan     |